# Klykfåfoting
Klykfåfoting (Stylopauropus brito) är en mångfotingart som beskrevs av Paul Auguste Remy 1949. Klykfåfoting ingår i släktet skaftfåfotingar, och familjen fåfotingar. Arten har ej påträffats i Sverige. Inga underarter finns listade i Catalogue of Life.